# На древо взгромоздясь
«На древо взгромоздясь» — французская кинокомедия с Луи де Фюнесом в главной роли.

## Сюжет
Глава крупной дорожностроительной компании Анри Рубье (Луи де Фюнес) публично отказывается от контракта на строительство франко-итальянского автобана в пользу своих конкурентов, сам же тайно отправляется в Италию, чтобы заручиться гарантиями итальянской стороны в том, что контракт получит именно его компания. Возвращаясь из Италии в прекрасном настроении, Рубье сам того не желая, подбирает на дороге двух пассажиров — молодого человека (Оливье де Фюнес), путешествующего автостопом, и девушку (Джеральдина Чаплин), у которой сломался автомобиль. Ночью на горной дороге в результате небольшого инцидента Рубье теряет контроль над управлением машиной и вылетает с дороги. Очнувшись, пассажиры и водитель долго не могут понять, где они находятся, поскольку почвы под автомобилем нет. На следующее утро выясняется, что автомобиль, падая с обрыва, приземлился на крону дерева, растущего на отвесной скале.
Через несколько дней Рубье приходит идея отправить на землю бутылку с сообщением о случившемся. Записка попадает в руки полиции. К месту аварии начинают съезжаться репортеры, на ходу придумавшие историю любовной связи между Рубье и его пассажиркой, с которой он якобы тайно проводил время в Италии. Эти слухи не могли оставить равнодушными жену Рубье и ревнивого мужа девушки, которые также направляются к обрыву, чтобы увидеть смерть неверных супругов.
Тем временем конкуренты Рубье узнают, что итальянская сторона может подписать с ними контракт, обещанный Рубье, только в случае его отказа или смерти. Таким образом заинтересованных в смерти Рубье и готовых помочь ему в этом становится больше.

## В ролях
- Луи де Фюнес — Анри Рубье
- Оливье де Фюнес — юноша, путешествующий автостопом
- Джеральдина Чаплин — Мадам Мюллер, жена бывшего полковника
- Алис Саприч — Люсьен Рубье, жена Анри Рубье
- Ханс Мейер — бывший полковник Мюллер, ревнивый муж
- Поль Пребуа — радиорепортёр